# Legio XIII Gemina
XIII Парний легіон (лат. Legio XIII Gemina Pia Fidelis) — римський легіон, що існував у період між 59 до н. е. та початком V століття. Є одним з найвідоміших римських легіонів, разом з яким Юлій Цезар перейшов Рубікон 10 січня 49 до н.е. Його символом був лев.

## Історія легіону

### Легіон за часів Римської республіки
Legio XIII був застосований Юлієм Цезарем у 57 до н.е. проти Белгів, в одних зі своїх ранніх втручань у внутрішні галльські конфлікти. Під час Галльської війни (58-51 до н.е.), Legio XIII брав участь у Сабіській битві проти нервіїв, облозі Герговії, і Битві при Алезії. Після закінчення Галльської війни, римський сенат ухвалив рішення про відкликання Цезаря з завойованих земель, і зажадав його повернення до Риму. Змушений вибирати між кінцем його політичної кар'єри та початком громадянської війни, Цезар разом з Legio XIII перейшов через річку Рубікон в Італію, цим почавши громадянську війну. Легіон залишався вірним Цезарю під час громадянської війни між Цезарем і консервативною фракцією оптиматів сенату, чиї легіони  були під командуванням Помпея. Legio XIII був активним протягом усієї війни, у Дірахіумській(48 до н.е.) і Фарсальських (48 р. до н.е.) битвах. Після вирішальної перемоги над Помпеєм у Фарсалі, легіон повинен був розформований, а легіонери відіслані "на пенсію", однак, легіон ще був залучений для Тапської битви (46 до н.е.) та Битви при Мунді (45 до н.е.). Після Битви при Мунді, Цезар розпустив легіон, відправив на пенсію своїх ветеранів, і дав їм сільгоспугіддя в Італії.

### Легіон за часів Римської імперії
Legio XIII Gemina був відновлений Октавіаном Августом у 41 до н.е.. Легіон брав участь у кампанії проти Секста Помпея,і у вирішальній битві проти Марка Антонія при Акції у 31 до н.е.. Після битви під Акції Октавіан Август провів реформу римської армії. Саме тоді XIII легіон отримав назву Gemina ( "близнюки"), тому що був сформований з декількох військових одиниць. Символом 13 легіону став лев.
У 30-16 роках до н.е. основним табором legio XIII Gemina був Бурнум (сучасний Книн ),що в Іллірії (римській провінції в Адріатичному морі). У період кампанії Тіберія з захоплення альпійських областей, легіон був переведений до Емона(сучасна Любляна у Словенії). З 6 по 9 роки н.е. легіон був частиною великої римської армії, зібраної для придушення повстання в Паннонії і Іллірії.
У 9 році германські племена знищили три римських легіони під командуванням Вара. Legio XIII Gemina залишив Емон і був перебазований в Августу Вінделіку (сучасний Аугсбург у Німеччині) для того, щоб замінити легіон, переведений на Рейнський кордон. У 16 році з Аугусти Вінделіки легіон був перекинутий до Віндонісса (сучасний Віндіш у Швейцарії)  для будівництва нового укріплення з метою захисту альпійських проходів від загрози вторгнення германських племен.
В 43 році Клавдій вторгнувся до Британії з армією, в складі якої був один легіон з Паннонії. Для заміни цього легіону legio XIII Gemina був перекинутий з Віндонісси до Петевіо (сучасний Птуй у Словенії). Основний табір legio XIII Gemina знаходився там до 89 року, хоча легіон воював на боці Отона проти Вітеллія в Італії у 69 році і потім брав участь у кампанії на Рейні при Церіале для відновлення миру і порядку в Німеччині.
У 80-х роках почалися вторгнення даків і сарматів через Дунай, що супроводжувалися спустошеннями у Паннонії і Мезії. Legio XIII Gemina пересунувся з Петевіо до Дунаю і заснував перше римське поселення у Віндобоні (сучасний Відень в Австрії). Легіон воював у сарматській кампанії у 92 році і брав участь у завоюванні Дакії Траяном. Після підкорення Дакії legio XIII Gemina став основною військовою силою у заснованій провінції. З 106 року - 268 рік легіон базувався в Апулуме (сучасна Алба-Юлія у Румунії). Час від часу він відгукувався для участі у військових кампаніях: проти парфян при Траяні і до Сирії для підтримки Септимія Севера у 194 році. У середині III ст. імператор Авреліан вирішив, що більше не може утримувати Дакію під римським контролем в умовах постійних атак варварських племен. Легіони і римське населення провінції залишили Дакію між 268 - 271 роками. legio XIII Gemina повернувся на свою стару стоянку у Петевіо. Там він був поповнений та реорганізований. У 270 р. легіон повернувся до Дунаю, в Ратіарію , у знову організовану провінцію. Legio XIII Gemina залишався в Ратіарії до кінця Західної римської імперії.У V ст. відповідно до Notitia Dignitatum , Legio XIII Gemina перебував у фортеці вавилон (стратегічна фортеця на березі Нілу ,розташована на традиційному кордоні між Нижнім Єгиптом і Середнім Єгиптом)